# Ширижик, Аян Сергеевич
Аян Сергеевич Ширижик (род. 24 сентября 1982) — хоомейжи, мультиинструменталист, председатель Союза хоомейжи РТ, заслуженный артист Республики Тыва (2009), Народный хоомейжи Республики Тыва (2021).

## Биография
Родился 24 сентября 1982 года в селе Бай-Хаак Тандинского района Тувинской АССР. Окончив школу, в 2000 году поступил в Кызылское училище искусств им. А. Б. Чыргал-оола. В студенческие годы он был талантливым барабанщиком, исполнителем-хоомейжи студенческого фольклорного ансамбля «Чангы-Хая». Обучаясь в училище, параллельно работал в коллективе Тувинского национального оркестра, созданного в 2003 г. В составе ансамбля Чангы-Хая на последних курсах осталось всего 6 человек, поэтому ансамбль в 2001 году переименован на «Алаш». Создатель ансамбля «Алаш», обладателя премии «Грэмми», — заслуженный артист России Конгар-оол Ондар, который считается одним из самых знаменитых певцов-горловиков мира. Ансамбль выступал на многих концертах, конкурсах и фестивалях, объехал с концертами множество стран: Канада, Италия, Франция, Норвегия, Польша, Англия, Турция, Узбекистан, Китай, Тайвань, Монголия.Особой популярностью пользуется в США, где в 2008 году состоялся концертный дебют коллектива в рамках фестиваля Great Lakes Folk Festival. Коллектив сотрудничал с джазовым коллективом Sun Ra Arkestra, записал альбом Jingle All the Way c королем американского банджо Белой Флером и его ансамблем The Flecktones. Аян Сергеевич Ширижик исполняет горловое пение в 5 стилях: хоомей, сыгыт, каргыраа, эзенгилээр, борбаннадыр, владеет игрой на традиционных инструментах: лимби, дошпулуур, кенгирге, мургу, хомус. После окончания Кызылского училища искусств по классу национальных ударных инструментов продолжил свою работу в коллективе Тувинского национального оркестра, и в ансамбле «Алаш».

## Награды и звания
- дипломант Международного конкурса «Дембилдей 2002»
- лауреат I степени Международного фестиваля «Дембилдей 2010», посвященного 50-летию Кайгал-оола Ховалыга
- лауреат Международного конкурса «Дембилдей 2012»
- Заслуженный артист Республики Тыва (2009)[6]
- Народный хоомейжи Республики Тыва (2021). Награда вручена Аяну за вклад в популяризацию и развитие тувинской культуры, искусства и достигнутые успехи в исполнении народных песен и хоомея[7]